# 彩虹牌坊
彩虹牌坊，又称彩虹坊，是中国浙江省宁波市一处节孝牌坊。牌坊位于鄞州区彩虹北路129号，始建于清嘉庆二十三年（1818年），为朝廷表彰吴明镐妻包氏而立。1981年12月公布为江东区文物保护单位，2020年8月5日因行政区划调整公布为鄞州区文物保护单位。

## 历史
彩虹牌坊是清廷为表彰吴明镐妻包氏而立。吴明镐是宁波府上经营“吴大茂”酱园铺的家族后代，其妻包氏为江东望族之女。吴明镐早逝，包氏抚养儿子吴其渊成人并考取功名，官至五品文职奉直大夫。包氏去世后，吴其渊申报官府，皇帝于1790年下旨，同意在吴家祠堂门口建设牌坊。然而，由于牌坊占用了河边的道路遭致民怨，吴其渊贿赂斳县知县孔龙章，牌坊方得修建，但从此落了个“断命牌楼”的名号，且处处遇阻，至1818年方才落成。牌坊及所在房屋后为维科集团所有，21世纪初作为餐馆大门使用。2024年，经过周边治理，彩虹牌坊得以完全显露。

## 形制
彩虹牌坊为四柱三间楼式牌坊，中柱高5.70米，两根边柱高4.25米。明间字牌刻有“节孝”二字，两侧有对联，上联为“卅载贞心鄮山并巩”，下联为“万年阃教甬水流芳”。额枋上有斗拱，面上浮雕花鸟、禽兽、人物图案。正楼中部有双龙戏珠，正楼和左右次楼有龙首鸱吻，为清代石构建筑的重要实例。

## 图片

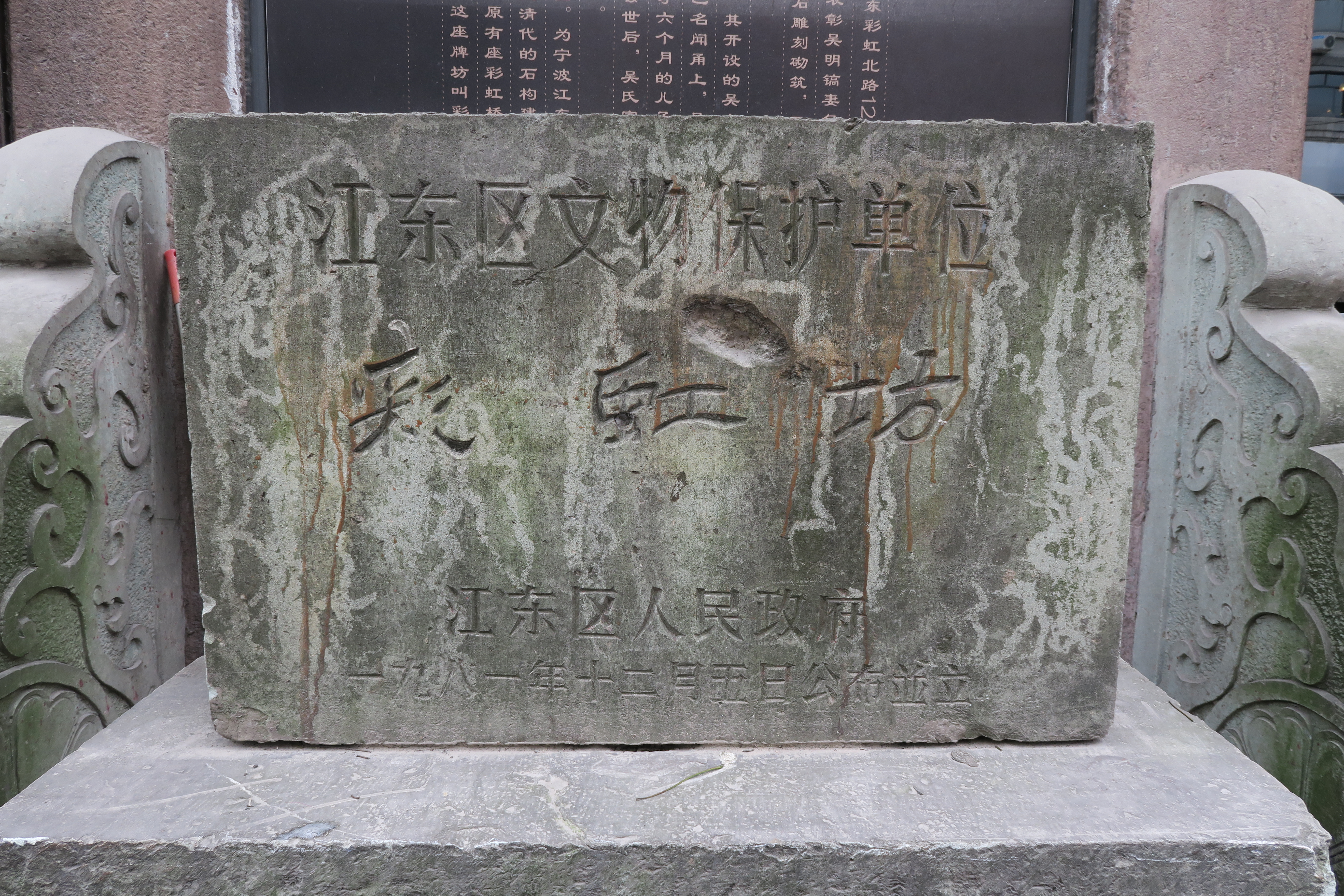
文保碑，当时仍为江东区文物保护单位
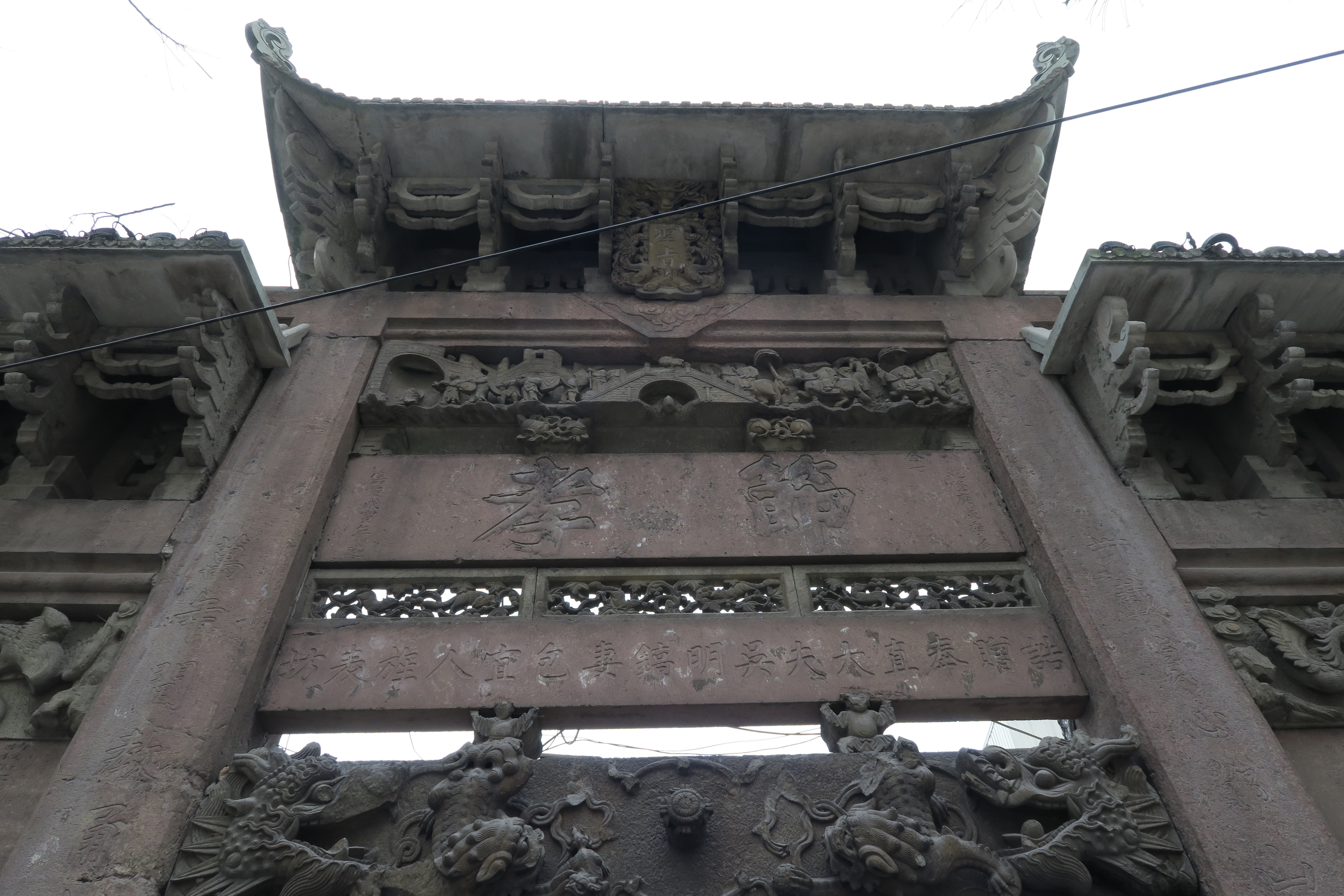
正楼
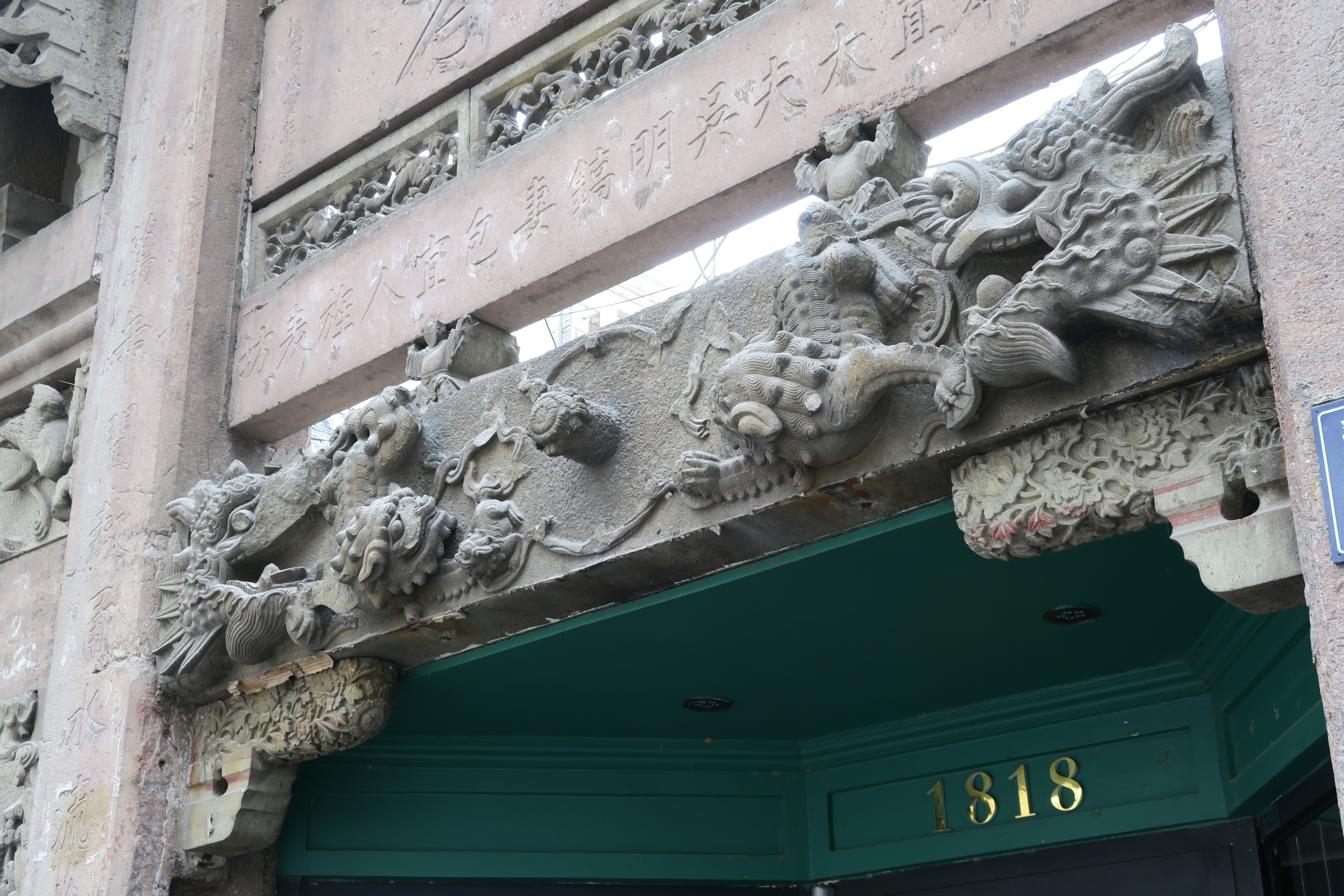
双龙戏珠
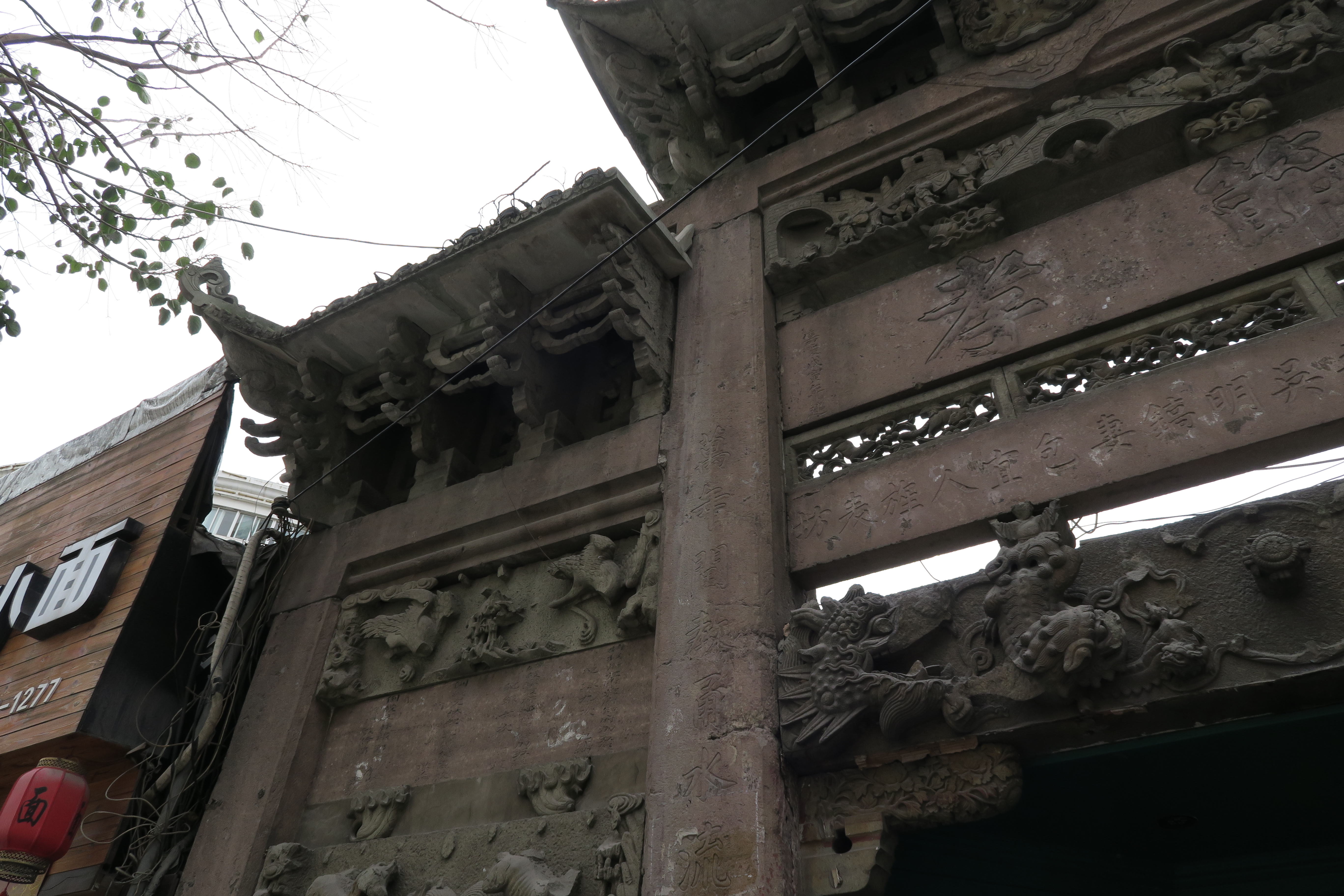
侧楼